# James Moody
James Moody (født 26. marts 1925 i Georgia, død 9. december 2010 i San Diego Californien) var en amerikansk saxofonist og fløjtenist.
Moody der kom frem med Dizzy Gillespie i 1946. I 1948 lavede han sin første solo indspilning med egen gruppe. Han var igen med i Gillespies kvintet i midt i 1960'erne, og var gennem tiden fast tilknyttet Gillespies grupper.
Moody har ligeledes spillet med Kenny Barron, Jon Faddis, Pee Wee More, Charles Mingus og Bobby Timmons.